# Euthydème (Platon)
Pour les articles homonymes, voir Euthydème (homonymie).
Euthydème (ou De l’Éristique) est un dialogue de Platon, traitant du genre réfutatif. Socrate rencontre deux sophistes. Deux fragments de deux œuvres du philosophe Colotès ont été découvertes à la Villa des Papyrus à Herculanum : Contre le Lysis de Platon et Contre Euthydème de Platon.

## Personnages
- Socrate
- Euthydème de Chios, sophiste, interlocuteur du dialogue, également présent dans Les Mémorables de Xénophon, aux Livres I[3] et livre IV[4], et dont parle Aristote dans la Rhétorique[5].
- Criton d'Athènes, philosophe athénien du Ve siècle av. J.-C., disciple de Socrate mentionné dans le dialogue qui porte son nom, le Criton.
- Ctésippe, du dème attique de Péanie, jeune disciple des sophistes, cousin de Ménexène ; tous deux apparaissent dans le Lysis. On sait qu’il assista à la mort de Socrate, tout comme Ménexène[6].
- Clinias, cousin du général Alcibiade, également interlocuteur de l’Axiochos.
- Dionysodore : originaire de Chios, frère d'Euthydème. Il s'est rendu à Thourioi comme colon, puis, exilé, revint à Athènes, où il s’associa à son frère et enseigna l'art du combat physique et oratoire, également présent dans Les Mémorables de Xénophon, au livre III[7].

### Scène introductive
Le philosophe Criton rencontre son ami Socrate, et l'interroge sur sa conversation qu'il l'a vu entretenir la veille au gymnase du Lycée en présence de Clinias et d'un public de plus en plus nombreux, dont il faisait partie. Socrate lui répond qu'il s'agit des frères Euthydème et Dionysodore, sophistes qui enseignent également la lutte et le maniement des armes.

### Argument
Les deux frères annoncent qu'ils n'enseignent plus que la vertu, l'exhortation à l'amour. Socrate demande alors une démonstration de leur nouvelle compétence, en prenant Clinias pour interlocuteur. Socrate réfute les réfutations sophistiques, en expliquant que leur étude relève davantage de la justesse des mots. Par ailleurs leur enseignement est impossible, ce qu'explique Socrate par le fait que le bonheur n'est accessible sans biens, non par leur possession uniquement, mais par leur usage également.

### Personnages cités
- Connos, fils de Métrobios, professeur de musique et cithariste) surnommé « Le professeur pour vieillards »[8]. Les jeunes élèves du cithariste Connos s'en servent pour désigner leur maître depuis que Socrate, déjà âgé, vient lui demander des leçons. L'épigramme fut d'abord faussement attribué à l'empereur Léon VI le Sage. Il fut vainqueur aux jeux olympiques. Les poètes comiques ne lui épargnèrent pas les railleries : une pièce de Phrynichos le Comique, ainsi qu'une pièce d’Amipsias – autre poète comique – ont porté son nom.

Le dialogue fait allusion à :
- Protagoras
- Patroclès, fils de Chérédème
- Chérédème, demi-frère de Socrate, fils du premier mari de sa mère
- Sophronisque, père de Socrate, deuxième mari de sa mère

Argument sophiste : la contradiction est impossible. Socrate démontre par cet argument que la réfutation est rendue impossible par cette contradiction impossible. Si la réfutation est impossible, ni l'ignorance ni l'erreur ne sont rendues possibles, et l'enseignement n'existe donc pas – par conséquent, celui auquel prétendent les deux frères non plus.
L’art des sophistes est mis en scène, exposé et développé avec une force comique qui souvent s’élève jusqu’à la haute bouffonnerie (cf. la colère de Ctésippe). Les deux frères développent une argumentation d'inspiration éléatique. Les influences dans le discours des deux frères sont d'influence cynique et mégarique[réf. nécessaire]. Les questions du savoir et de sa condition, et de l'enseignement de la vertu et de son impossibilité se retrouvent dans l’Euthydème. Quant aux termes principes sophistiques qui confondent savoir et « avoir la science », Socrate les déclare ambigus.

## La Tendance dramatique
L’Euthydème est un dialogue dramatique. Toute la force du dialogue réside dans sa dialectique : grâce à Socrate, Platon devient aisément sophiste dans le dialogue dramatique et philosophique.
Platon place dans les propos de Socrate une expression qui ne s'emploie jusqu'alors qu'en poésie, et désigne les dieux : « Êtres supérieurs ». La réfutation des arguments est rarement l'objet d'un seul interlocuteur. Un iambe d'Eschyle est cité, issu de sa tragédie Les Sept contre Thèbes : "à la poupe de la Cité".

## La tendance humoristique
- Ctésippe se met en colère contre Euthydème et Dionysodore a l'idée que celui qu'il aime doit mourir, ce qui revient de le faire passer d’ignorant à savant.
- Socrate lui-même avoue pendant la conversation qu'elle est fastidieuse, tant les deux frères réfuteront, et réfuteront quoi qu'il arrive, comme ils l'ont annoncé. Il va même jusqu'à affirmer que les propos échangés risquent de continuer à ne fournir aucune issue, en utilisant la locution proverbiale Corinthos, fils de Zeus…[12].
- Le ton est moqueur lorsque Socrate souligne le ton sérieux des deux frères[13].
- Socrate utilise de manière moqueuse l'expression homérique chère tête pour désigner Dionysodore, expression issue de l’Iliade[14].
- La discussion finit par un éloge du sophisme.

## Le paradoxe éristique de Dionysodore: la négation de l’unité de sens des noms
Dionysodore a une argumentation face à Socrate qui affirme qu’une chose quelconque est différente d’une autre chose quelconque ; si elles sont deux, rien n’implique forcément qu’elles sont les mêmes. Si elles ne sont pas identiques, il n’est pas possible qu'une chose autre soit une autre chose : « l’autre » étant « l’autre » par sa présence, deux choses autres ne peuvent être identiques. Comme il y a souvent une apparence d'identité dans ce qui n'est pas identique, il faut employer le sens dont on peut tirer le meilleur parti.